# Crossyne
Die Pflanzengattung Crossyne gehört zur Unterfamilie Amaryllidoideae innerhalb der Familie der Amaryllisgewächse (Amaryllidaceae). Die nur zwei Arten sind nur in Winterregengebieten der Capensis beheimatet.

## Beschreibung und Ökologie

### Erscheinungsbild und Laubblätter
Die Crossyne-Arten wachsen als ausdauernde krautige Pflanzen, die Wuchshöhen von bis zu 50 Zentimetern erreichen. Sie bilden Zwiebeln als Überdauerungsorgane, die einen Durchmesser von 10 bis 13 Zentimetern aufweisen und meist nicht aus dem Boden herausragen. Die Zwiebeln sind von spröden, lohfarbenen Zwiebelhüllen (Tunica) bedeckt. Bei diesen Geophyten sind während der Blütezeit in der Trockenzeit die Blätter vertrocknet und frische Blätter treiben erst nach der Blütezeit wieder aus.
Die meist vier bis sechs nur grundständig und mehr oder weniger zweireihig angeordneten, mehr oder weniger niederliegenden Laubblätter sind ungestielt. Die einfachen Blattspreiten sind breit riemenförmig und parallelnervig. Der Blattrand ist besitzt lange borstige Haare (Trichome). Die Blattunterseite kann mit rötlichen Flecken bedeckt sein.

### Blütenstände und Blüten
Die Blütezeit liegt in Südafrika zwischen März und Mai. Der kräftige Blütenstandsschaft ist mit einer Länge von 5 bis 28 cm relativ kurz. 30 bis 220 Blüten stehen dicht in einem bei einem Durchmesser von 10 bis 40 cm kugelförmigen, doldigen Blütenstand zusammen. Im knospigen Zustand umhüllen zwei längliche, häutige Tragblätter (Spatha genannt) den Blütenstand; sie sind während der Anthese zurückgebogen und verwelken dann bald. Die im Querschnitt dreieckigen sowie relativ langen Blütenstiele sind bei Crossyne flava gelb und bei Crossyne guttata rot, dies trägt zur Attraktivität des Blütenstandes bei.
Die relativ kleinen Blüten sind zwittrig, stark bis schwach zygomorph und dreizählig. Die sechs gleichgeformten Blütenhüllblätter sind zu einer kurzen Röhre verwachsen. Die freien Bereiche der Blütenhüllblätter sind schmal länglich-lanzettlich und zurückgebogen. Die Blütenhüllblätter sind schwärzlich-kastanienfarben oder altrosafarben bis hellgelb. Die sechs zurückgebogenen oder ausgebreiteten, mehr oder weniger gleichen Staubblätter überragen die Blütenhülle. Die in der Perigonröhre inserierten Staubfäden sind fadenförmig und an ihrer Basis verbreitert und zu einer kurzen Röhre verwachsen. Die Staubbeutel sind dorsifix. Die bisulculaten Pollenkörner besitzen eine stachelige Exine. Drei Fruchtblätter sind zu einem eiförmigen, dreikammerigen, unterständigen Fruchtknoten verwachsen. Jede Fruchtknotenkammer enthält zwei bis vier unitegmische Samenanlagen. Der dünne, nach unten gebogene Griffel endet mit einer winzig dreispaltigen Narbe. Die duftenden Blüten werden von Insekten bestäubt. Bei Crossyne flava ist bekannt, dass Fremdbestäubung erforderlich ist.

### Früchte und Samen
Besonders in der Form der Kapselfrüchte und Samen unterscheiden sich die beiden Gattungen Boophone und Crossyne.
Die eiförmigen, lokuliziden Kapselfrüchte sind besitzen auffällige, quer laufende Nerven. Die drei Kanten der Kapselfrüchte sind erhaben gerippt. Die Fruchtwand ist papierartig. Die bei einem Durchmesser von etwa 5 mm eiförmigen Samen sind rötlich-grün und fleischig. Die Samenschale ist mit Stomata bedeckt. Integument und Embryo sind grün. Der ganze, perfekt kugelrunde Fruchtstand fungiert als Steppenroller (Chamaechorie) und sichert so die Ausbreitung der Samen.

### Chromosomenzahl
Die Chromosomengrundzahl beträgt x = 11.

## Systematik
Der Gattungsname Crossyne wurde 1866 durch Richard Anthony Salisbury in The Genera of Plants, S. 116 erstveröffentlicht. Die beiden Arten waren früher unter den Namen Boophone flava und Boophone guttata in der Gattung Boophone. Sie wurden 1994 durch Dietrich Müller-Doblies und Ute Müller-Doblies in De Liliifloris notulae: 5. Some new taxa and combinations in the Amaryllidaceae tribe Amaryllideae from arid southern Africa, In: Feddes Repertorium, Band 105, S. 331–363 in die reaktivierte Gattung Crossyne Salisb. eingeordnet.
Die Gattung Crossyne gehört zur Subtribus Strumariinae aus der Tribus Amaryllideae in der Unterfamilie Amaryllidoideae innerhalb der Familie der Amaryllidaceae. Früher wurde sie auch in die Familie der Liliaceae eingeordnet.
Es gibt nur zwei Crossyne-Arten:
- Crossyne flava (W.F.Barker ex Snijman) D.Müll.-Doblies & U.Müll.-Doblies (Syn.: Boophone flava W.F.Barker ex Snijman): Sie gedeiht im Winterregengebiet der südafrikanischen Provinzen Nordkap und Westkap. Sie wird in der Roten Liste der gefährdeten Pflanzenarten Südafrikas als „Least Concern“ = „nicht gefährdet“ bewertet.[3]
- Crossyne guttata D.Müll.-Doblies & U.Müll.-Doblies (Syn.: Amaryllis guttata L., Boophone guttata (L.) Herb., Amaryllis ciliaris L., Boophone ciliaris (L.) Herb., Crossyne ciliaris (L.) Salisb.): Sie gedeiht im Winterregengebiet nur in der südafrikanischen Provinz Westkap. Sie wird in der Roten Liste der gefährdeten Pflanzenarten Südafrikas als „Least Concern“ = „nicht gefährdet“ bewertet[4]